# 坎维岛怪物
坎威岛怪物（英语：Canvey Island Monster）是指1953年11月与1954年8月在英国坎维岛发现的神秘生物尸体。

## 目击
- 1953年11月，几名坎维岛居民在海岸发现一具长2.4英尺（约73厘米），皮肤呈棕红色的神秘动物尸体，该具尸体在经过生物学家的粗略检查后进行焚化处理。[2]

- 1954年8月，牧师JosephOvers在坎维岛海岸发现另一具类似尸体，长120厘米、重约11.3公斤。[3]

- 1999年，记者Nicholas Warren调查了两起事件，认为这是安康鱼的尸体，鱼类专家Alwyne Wheeler调查后也认为是安康鱼。[4]